# استفن کوهلر
استفن کوهلر (انگلیسی: Stephen Koehler؛ زادهٔ ۱۵ آوریل ۱۹۶۴) ادمیرال نیروی دریایی ایالات متحده آمریکا است، که از سال ۲۰۲۴ به‌عنوان فرمانده ناوگان اقیانوس آرام ایالات متحده فعالیت می‌کند.
کوهلر فعالیت نظامی را از سال ۱۹۸۶ در نیروی دریایی آمریکا آغاز کرد، از ۲۰۱۰ تا ۲۰۱۱ فرماندهی ناو هلیکوپتر بر یواس‌اس باتان را برعهده داشت، در فاصله سال‌های ۲۰۱۳ تا ۲۰۱۵ فرمانده ناو هواپیمابر یواس‌اس دوایت آیزنهاور بود و از ۲۰۱۷ تا ۲۰۱۸ به‌عنوان فرمانده ناوگروه ۹ ضربت فعالیت می‌کرد. 
وی از ۲۰۱۸ تا ۲۰۲۰ مدیر عملیات فرماندهی اقیانوس هند-آرام ایالات متحده آمریکا بود، از ۲۰۲۱ تا ۲۰۲۲ فرماندهی ناوگان سوم نیروی دریایی آمریکا را برعهده داشت و از ۲۰۲۲ تا ۲۰۲۴ به‌عنوان مدیر استراتژی، برنامه‌ها و سیاست‌های ستاد مشترک نیروهای مسلح ایالات متحده آمریکا فعالیت می‌کرد.